# Lepidagathis felicis
Lepidagathis felicis är en akantusväxtart som beskrevs av Raymond Benoist. Lepidagathis felicis ingår i släktet Lepidagathis och familjen akantusväxter. Inga underarter finns listade i Catalogue of Life.